# Бихар-Шариф
Бихар-Шариф (англ. Bihar Sharif, хинди बिहारशरीफ) — город на юге центральной части штата Бихар, Индия. Административный центр округа Наланда.

## География
Абсолютная высота — 50 метров над уровнем моря. Расположен в 75 км от административного центра штата, города Патна и в 13 км от руин древнего монастырского комплекса Наланда.

## Население
По данным на 2013 год численность населения составляет 267 326 человек.
Динамика численности населения города по годам:
| 1991    | 2001    | 2013    |
| ------- | ------- | ------- |
| 201 323 | 232 071 | 267 326 |

## Экономика и транспорт
Экономика города основана на сельском хозяйстве. Важную роль играет также туризм. Основные туристические объекты в окрестностях Бихар-Шарифа — руины комплекса Наланда, древний город Раджгир и священное для джайнов место Павапури.
Имеется хорошее железнодорожное и автобусное сообщение с городами Индии. Ближайший аэропорт, принимающий регулярные рейсы, находится в Патне.